# Phoebe Couzins
Phoebe Couzins, född 1842, död 1913, var en amerikansk jurist.
Hon räknas som den tredje eller fjärde kvinnliga advokaten i USA, den första i Missouri och Utah, och den första kvinnan i U.S. Marshal service.